# Lieven De Cauter
Lieven De Cauter (Koolskamp, 1959) is een Belgisch cultuurfilosoof, activist en dichter. Hij is gevestigd in Brussel.

## Biografie
Lieven De Cauter studeerde kunstgeschiedenis en filosofie aan de Katholieke Universiteit Leuven. Hij was assistent van 1987 tot 1994 en promoveerde in 1996 met een proefschrift over Walter Benjamin. In 1989 presenteerde hij samen met architectuurcriticus Bart Verschaffel het filosofische praatprogramma Container. Sinds 1997 is hij deeltijds werkzaam aan het Leuvense departement Architectuur, Stedenbouw en Ruimtelijke Ordening en aan het RITCS (Royal Institute for Theatre Cinema & Sound). Hij doceerde ook in Rotterdam aan de Willem de Kooning Academie en het Berlage Institute, een postacademische onderzoeksinstelling voor architectuur. In Brussel doceerde hij aan de dansschool P.A.R.T.S.. Sinds 2013 doceert Lieven De Cauter tevens aan de Faculteit Architectuur van de Katholieke Universiteit Leuven, campus Brussel en Gent (Sint-Lucas). Hij publiceerde intussen een twintigtal boeken, vooral essaybundels, vaak in een mengeling van  academische en meer poëtische of pamfletaire teksten. Daarnaast publiceert hij regelmatig opiniestukken in De Standaard en op De Wereld Morgen, waar hij twee blogs heeft, Van de grote woorden en de kleine dingen en Lessen in urgentie.
De Cauter is niet alleen academicus en schrijver maar ook activist. Hij nam deel aan protesten in 1973 tegen de staatsgreep van Pinochet en de moord op Allende op 14-jarige leeftijd. Hij was na de zwarte zondag van 1991, de doorbraak van het Vlaams Blok, mede-oprichter van 'De verontruste juristen' (hij was toen werkzaam als doctoraatsonderzoeker en monitor aan de rechtsfaculteit). Samen met de Liga voor de Rechten van de Mens spanden zij op basis van het zeventigpuntenprogramma de eerste rechtszaak in tegen het Vlaams Blok wegens racisme. Hij nam in de jaren negentig als bewoner deel aan de bezetting van Hotel Central in Brussel, het begin van een nieuwe golf van stadsactivisme in de hoofdstad. Hij protesteerde in 2003 tegen de Irakoorlog met de oprichting van het Brussels Tribunal - People vs. Total War Incorporated, een burgerinitiatief naar analogie met het Russell-tribunaal dat het Amerikaanse ingrijpen in Vietnam kritisch tegen het licht hield. Hij was ook medeoprichter van het World Tribunal on Iraq. In 2008 was De Cauter stichtend lid van het Platform voor Vrije Meningsuiting dat ageerde tegen de uitwassen van de antiterrorisme-wetgeving in België. Hij was sinds 2010 lid van de (intussen opgedoekte) Vooruitgroep en schaarde zich in 2011 achter het Actiecomité Barbara van Dijck. Hij was ook oprichter van BACBI (Belgian Academic and Cultural Boycott of Israel), nu Belgian Academics & Artists for Palestine. Hij is ten slotte ook ambassadeur voor Grootouders voor het klimaat

## Publicaties
- Het Hiernamaals van de Kunst (essays). 1991/1993.
- Archeologie van de Kick. Verhalen over Moderniteit en Ervaring (essays). 1995.
- De Dwerg in de Schaakautomaat - Benjamin's verborgen leer (proefschrift over Walter Benjamin). Nijmegen, SUN, 1999.
- De Dageraadsmens (poëzie). Leuven, Uitgeverij P., 2000.
- De Capsulaire Beschaving - Over de Stad in het Tijdperk van de Angst (essays). Rotterdam, NAi-publishers, 2004.
- The Capsular Civilization - On the City in the Age of Fear (Reflect #03) (idem). Rotterdam, NAi-publishers, 2004.
- Archeologie van de kick. Over moderne ervaringshonger. Nijmegen, Vantilt, 2009.
- De Oorsprongen of het Boek der Verbazing (essays). Leuven, LannooCampus, 2011.
- De Alledaagse Apocalyps: van Nine-Eleven tot de Arabische lente (2001-2011) (opiniestukken, polemieken, pamfletten, petities, interviews en politieke essays). Brussels, Oxumoron Books, 2011.[6]
- Entropic Empire. On the City of Man in the Age of Disaster, Rotterdam, Nai010 publishers, 2012.
- Metamoderniteit voor beginners. Filosofische memo's voor het nieuwe millennium. Nijmegen, 2015.
- Van de grote woorden en de kleine dingen, Antwerpen: Epo, 2018, 246 pp.
- The Dwarf in the Chess Machine, Benjamin’s Hidden Doctrine, Rotterdam: Nai010 publishers, 2019, 474 pp.
- Ending the Anthropocene. Essays on activism in the Age of Collapse, Nai010publishers, Rotterdam, 2021.
- Het boek der openingen, Epo, Antwerpen, 2022.
- (Als Co-auteur) Rudi Laermans, Lieven De Cauter, Karel Vanhaesebrouck, Klein lexicon van het managementjargon, Een kritiek van de nieuwe newspeak, Antwerpen: Epo, 2016, 207 pp.
- __
- Als redacteur heeft hij meegewerkt aan de totstandkoming van:
- Dat is Architectuur! Sleutelteksten uit de twintigste eeuw (samen met Hilde Heynen, André Loeckx en Karina Van Herck, 2001)
- Het kleine Lexicon van het Vlaams (Architectuur-) Landschap (2003) OSA, KU Leuven

- Heterotopia and the City. Public Space in a Postcivil Society (samen met Michiel Dehaene, Routledge, 2008)
- Art and Activism in the Age of Globalization (Reflect #08) (samen met Ruben De Roo en Karel Vanhaesebrouck, 2010).
- Blogs: Van de grote woorden en de kleine dingen en Lessen in urgentie..
- Losse bijdragen van zijn hand zijn opgenomen in De beschikbare ruimte. Reflecties over bouwen (1990), Vertoog en Literatuur (Cahiers 1 en 6) (1993), New Commitment: in Architecture, Art and Design (Reflect #01) (2004), in de monografie / tentoonstellingscatalogus Irrespektiv van Kendell Geers (2007) en de publicatie Visionary Power. Producing the Contemporary City (2007), die verscheen ter gelegenheid van de derde Architectuur Biënnale Rotterdam. Zijn werk is ook opgenomen in een aantal internationale anthologieën, zoals Hieroglyphs of Space (Routledge 2002), Cybercities (Routledge, 2004), Airs de Paris (Centre Pompidou, 2007), Heterotopia and Globalization (Routledge 2020), The Routledge Handbook of Architecture, Urban Space and Politics, volume 1 (Routledge, 2023).

## Recensies
- Recensie van "De capsulaire beschaving"
- Recensie van Entropic Empire
- Recensie van  De Oorsprongen
- Recensie van het Klein lexicon van het managementjargon
- Recensie van Van de grote woorden en de kleine dingen
- Recensie van Ending the Antropocene

- Bibliothèque nationale de France: cb16064217g (data)
- Gemeinsame Normdatei: 137093640
- International Standard Name Identifier: 0000 0001 0992 8401
- Library of Congress Control Number: n00093450
- Nationale Bibliotheek van Tsjechië: ntk2010537851
- Nationale Bibliotheek van Israël: 987007451185805171
- Nederlandse Thesaurus van Auteursnamen: 140207392
- Système universitaire de documentation: 080894984
- Virtual International Authority File: 81332127
- WorldCat: E39PBJpv3pg44gBrtbmH6rkYyd